# Национальная библиотека Мьянмы
Национальная библиотека Мьянмы расположена в районе Янкин в Янгоне. Основанная в 1952 году, Национальная библиотека, наряду с библиотекой Янгонского университета, является одной из двух исследовательских библиотек в Янгоне. В библиотеке хранится более 220 000 книг, распределённых по 10 разделам.
Коллекция библиотеки насчитывает около 618 000 книг и периодических изданий, а также 15 800 редких и ценных рукописей. Однако в 2006 году военное правительство объявило о намерении переместить большую часть своей коллекции в новую Национальную библиотеку в Нейпьидо и выставить на аукцион её 8-этажное здание и участок площадью 10 акров (4 га) в городском поселении Тамве. В октябре 2008 года Национальная библиотека была перенесена на своё нынешнее место.
Нынешняя коллекция древних бирманских текстов библиотеки включает 16 066 надписей на пальмовых листьях, 1972 парабаика (сложенные письменные таблички из бумаги, ткани или металла) и 345 рукописных текстов известных писателей. В отделе охраны и сбережения библиотеки, созданном в 1993 году, на постоянной основе хранятся редкие бирманские рукописи. Библиотека планирует создать онлайн-каталог.
Национальная библиотека является членом Международной федерации библиотечных ассоциаций и учреждений и Национальной библиотечной группы — Юго-Восточная Азия.

## История
Национальная библиотека возникла из Свободной библиотеки Бернарда, которая открылась в 1883 году во время британской колониальной эпохи. Бернардская библиотека была переименована в Государственную библиотеку под управлением Министерства культуры в 1952 году, а в 1967 году сменила своё название на Национальную библиотеку. Библиотека сначала располагалась в здании Юбилейного зала, затем переехала на Пансодан-Роуд, затем переехала в свой предпоследний дом в Тамве и, наконец, переехала на своё нынешнее место в Янкине в октябре 2008 года.